# NGC 2416
NGC 2416 é uma galáxia espiral (Sc) localizada na direcção da constelação de Canis Minor. Possui uma declinação de +11° 36' 45" e uma ascensão recta de 7 horas, 35 minutos e 41,4 segundos.
A galáxia NGC 2416 foi descoberta em 26 de Janeiro de 1865 por Albert Marth.